# Geschützter Landschaftsbestandteil Allee an der L 549
Der Geschützte Landschaftsbestandteil Allee an der L 549 liegt südlich von Leitmar im Stadtgebiet von Marsberg. Das Gebiet wurde 2008 mit dem Landschaftsplan Marsberg durch den Kreistag des Hochsauerlandkreises als Geschützter Landschaftsbestandteil (LB) ausgewiesen. Der LB liegt im Landschaftsschutzgebiet Freiflächen um Leitmar. Die Allee beginnt direkt am südlichen Dorfrand.

## Beschreibung
Der Landschaftsplan führt zum LB aus: „Es handelt sich um eine landschaftsprägende Lindenallee an der Landesstraße 549 zwischen dem Ortsrand von Leitmar und dem südlich gelegenen Abzweig nach Borntosten. Die einzelnen Bäume sind gut gewachsen und machen einen vitalen Eindruck, die gesamte Doppelreihe weist kaum Lücken auf. Auf der Westseite wird sie überwiegend von Grünland begrenzt, auf der Ostseite herrscht Ackernutzung vor. Der südliche Endpunkt der Allee wurde früher durch eine ca. 300-jährige Stieleiche gebildet; sie trägt allerdings Anzeichen von Abgängigkeit und wurde daher nicht in das Schutzobjekt einbezogen oder separat festgesetzt.“

## Schutzzweck
Die Ausweisung als LB erfolgte:
- Zur Erhaltung, Entwicklung oder Wiederherstellung der Leistungs- und Funktionsfähigkeit des Naturhaushaltes
- Zur Belebung, Gliederung oder Pflege des Orts- und Landschaftsbildes
- Zur Abwehr schädlicher Einwirkungen

Das LB stellt, wie die anderen LBs im Landschaftsplangebiet, einen herausragenden Lebensraum für die ökologischen Leistungsfähigkeit des Naturhaushaltes dar. Dient ferner als landschaftsgliederndes und -belebendes Element. Die Ausweisung dient der Abwehr realer oder potenzieller schädlicher Einwirkungen durch Pflanzenentnahme, Relief- oder Gewässerveränderungen usw.